# توله (جانورشناسی)

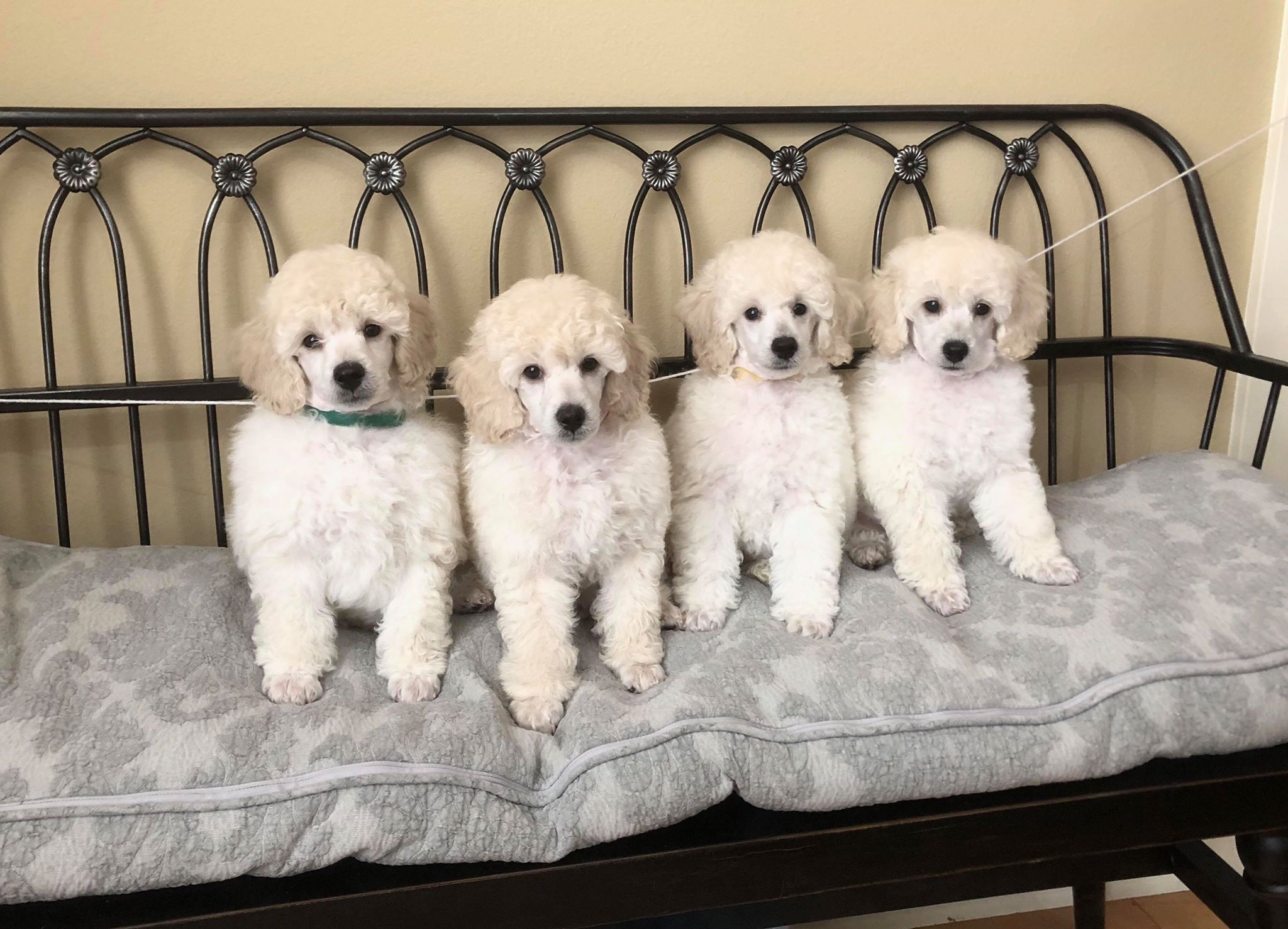
توله سگ در ۸ هفتگی

توله (به انگلیسی: Litter) به یک تولد زنده از چند فرزند در یک زمان در جانوران از یک مادر گفته می‌شود و معمولاً از یک مجموعه از والدین، به ویژه از سه تا هشت فرزند است. این واژه اغلب برای فرزندان پستانداران به کار می‌رود، اما می‌تواند برای هر حیوانی که چند نوزاد به دنیا می‌آورد استفاده شود. در مقایسه، گروهی از تخم‌ها و فرزندانی که از آنها بیرون می‌آیند اغلب دسته‌تخم نامیده می‌شوند، در حالی که به پرندگان جوان اغلب دسته‌جوجه می‌گویند. به حیواناتی که از بستر یکسانی می‌آیند، «هم‌توله» می‌گویند.

## توله
میانگین اندازه دسته‌توله یک گونه معمولاً برابر با نصف تعداد سرپستان‌ها است و حداکثر اندازه دسته‌توله معمولاً با تعداد سرپستان‌ها مطابقت دارد. با این حال، همه گونه‌ها از این قانون پیروی نمی‌کنند. برای مثال، موش صحرایی برهنه در هر تولد تقریباً یازده جوان و نیز یازده پستان دارد.
جانوران اغلب رفتار گروه‌بندی را در گله‌ها، دسته‌ها، گروه‌ها یا کلنی‌ها نشان می‌دهند و این تولدهای چندگانه مزایای مشابهی دارند. یک دسته‌توله تا حدودی از شکارگران حفاظت می‌کند، نه به ویژه برای افراد جوان بلکه برای سرمایه‌گذاری والدین در پرورش آنها. با وجود چند جوان، شکارچیان می‌توانند چندین مورد را بخورند و برخی دیگر هنوز می‌توانند زنده بمانند تا به بلوغ برسند، اما تنها با داشتن یک فرزند، از دست دادن آن می‌تواند به معنای تلف‌شدن فصل زادآوری باشد. مزیت مهم دیگر این است که سالم‌ترین جانوران جوان از یک گروه مورد حمایت قرار گیرند. به جای اینکه تصمیمی آگاهانه از سوی والدین باشد، قوی‌ترین و قوی‌ترین نوزاد برای غذا و فضا با موفقیت رقابت می‌کند، و باعث می‌شود که ضعیف‌ترین جوان، یا ناتوان، به دلیل عدم مراقبت بمیرد.
در حیات وحش، تنها درصد کمی از توله‌ها ممکن است تا زمان بلوغ زنده بمانند، در حالی که برای جانوران اهلی و آنهایی که در اسارت با مراقبت انسان هستند، کل توله‌ها تقریباً همیشه زنده می‌مانند. بچه‌گربه‌ها و توله‌سگ‌ها در این گروه هستند. گوشتخواران، جوندگان و خوک‌ها معمولاً دسته‌توله دارند، در حالی که نخستی‌ها و گیاهخواران بزرگتر معمولاً تک‌قلو دارند.